# Monumento Nacional de las Montañas de San Gabriel
El Monumento Nacional de las Montañas de San Gabriel es un Monumento Nacional de los Estados Unidos administrado por el Servicio Forestal de los Estados Unidos, que abarca partes del Bosque nacional de Ángeles y el Bosque nacional de San Bernardino en California. El 10 de octubre de 2014, el presidente Barack Obama usó su autoridad bajo la Ley de Antigüedades para crear el nuevo monumento, protegiendo 346,177 hectáreas de tierras públicas en las Montañas de San Gabriel de Transverse Ranges. El esfuerzo por proteger las montañas de San Gabriel comenzó más de un siglo antes, en 1891 con otro presidente de los EE. UU., Benjamin Harrison, el presidente número 23, utilizando una ley del Congreso para designar y delinear la primera protección federal en los Estados Unidos de tierras boscosas, usando el mismo nombre de la cordillera, como la Reserva San Gabriel Timberland. Dos conservacionistas anteriores de California, Abbot Kinney y John Muir, influyeron en el presidente Benjamin Harrison.

## Geografía

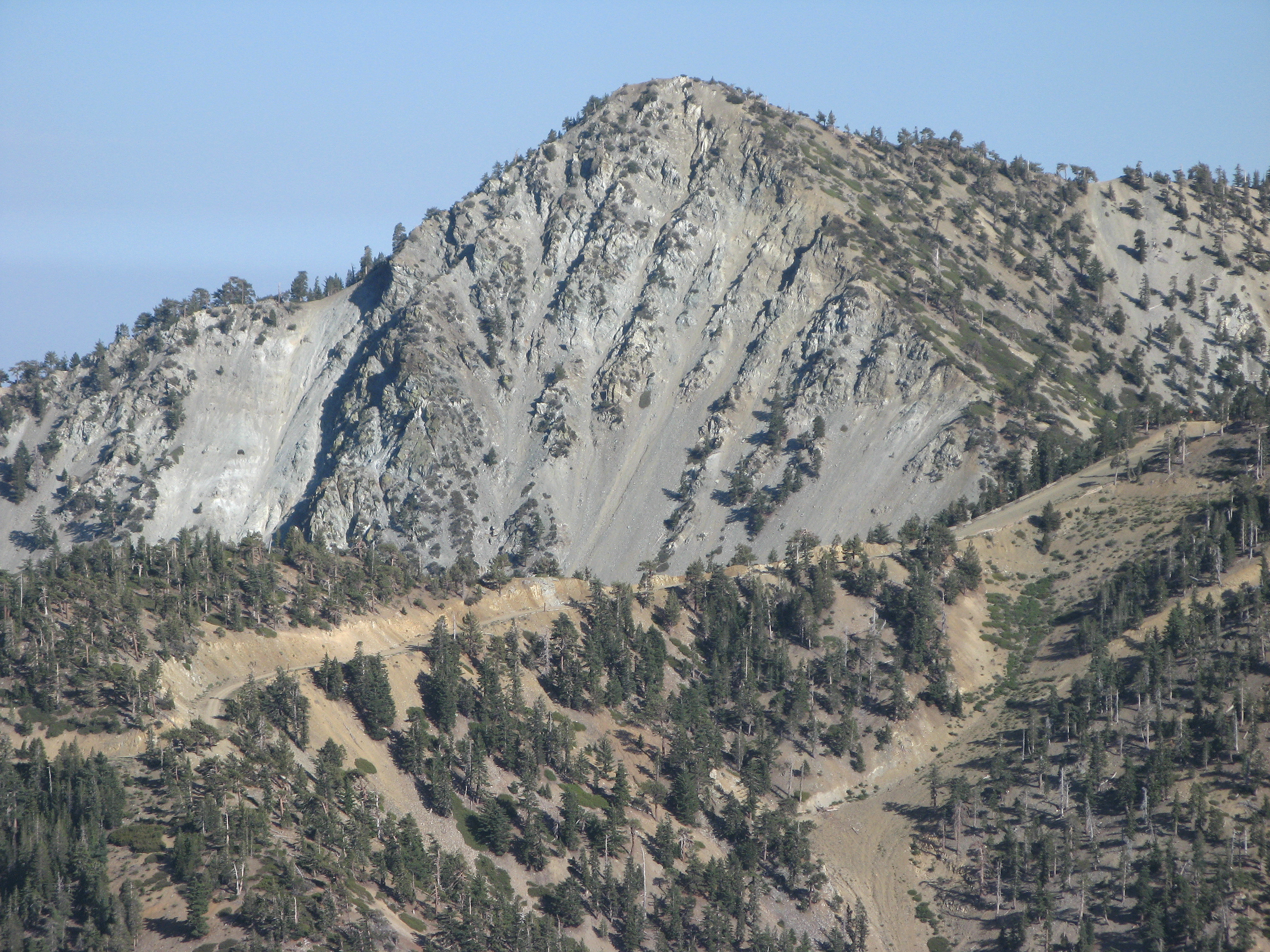
Pico Telegraph

El monumento cubre las regiones centrales y nortes de las montañas de San Gabriel, y se extiende de oeste a este desde Upper Sand Canyon en Little Tujunga Canyon Road hasta Telegraph Peak. Contiene Sheep Mountain Wilderness, San Gabriel Wilderness y Pleasant View Ridge Wilderness. La mayoría de los picos principales de San Gabriel se encuentran dentro de los límites del monumento, incluidos el monte San Antonio, el monte Baden-Powell y el pico Throop. El Silver Moccasin Trail se encuentra dentro del monumento. El monumento solo cubre una porción limitada de la extensión occidental de la cordillera, y gran parte de la porción sur de la cordillera ha sido excluida del monumento. No contiene la región del Pico Cucamonga.

## Historia monumental
El movimiento para preservar aún más las montañas de San Gabriel comenzó en 2003 cuando la entonces congresista Hilda Solis inició un informe de viabilidad ambiental para ver si era posible aumentar la protección mediante la designación de Monumento Nacional.

### Establecimiento del monumento nacional

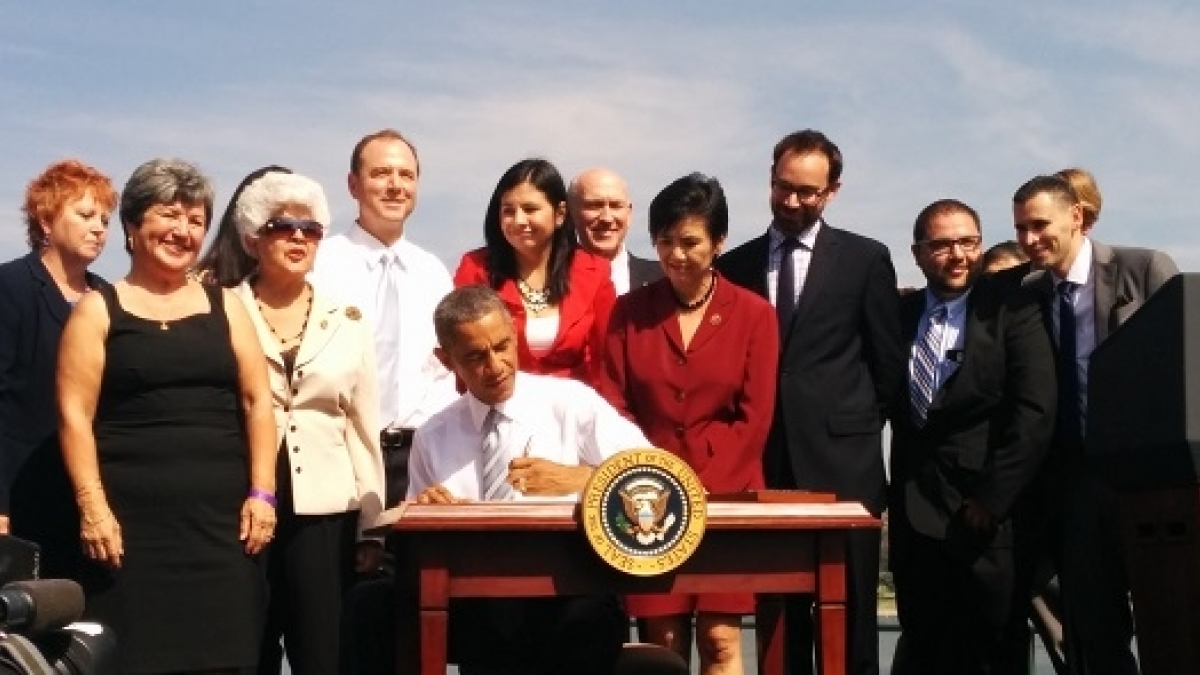
Presidente Barack Obama firma proclamación que declara a las Montañas de San Gabriel como monumento nacional.

El Monumento Nacional fue establecido el 10 de octubre de 2014, por proclamación del presidente Barack Obama bajo la Ley de Antigüedades. Más de 15 millones de personas viven dentro de los 90 minutos de las montañas de San Gabriel, que proporciona el 70 por ciento del espacio abierto para los angelinos y el 30 por ciento de su agua potable. Las encuestas indicaron que el 80 por ciento de los votantes del condado de Los Ángeles apoyaron la protección propuesta de las montañas y los ríos de San Gabriel.
La creación del monumento fue en respuesta a décadas de aportes y apoyo de la comunidad local que exige mayores protecciones ambientales para la región altamente turística. Ha habido preocupaciones de larga data sobre la contaminación y el vandalismo en los bosques subalpinos y las cuencas hidrográficas de la región. Los grupos latinos y de salud pública también abogaron por proteger las tierras públicas en las montañas de San Gabriel como una oportunidad para proteger el acceso a espacios abiertos y recreación al aire libre como una forma de contrarrestar la escasez de parques y espacios abiertos en el condado de Los Ángeles que, según afirman, ha contribuido. a altas tasas de obesidad infantil.
La administración de Obama citó la presencia de especies en peligro de extinción, importantes recursos culturales y la amenaza de una financiación poco fiable para la gestión y el desarrollo invasor como las razones principales para el establecimiento del monumento. Además, se seguirán respetando todos los derechos de paso existentes y las actividades recreativas existentes, como caminatas, campamentos, pesca y ciclismo, no se verán afectadas.
Funcionarios locales, incluido el alcalde de Los Ángeles, Eric Garcetti, aplaudieron la noticia junto con grupos hispanos, de recreación y conservación. Su establecimiento enfrentó una oposición limitada de los residentes locales. Para aliviar las preocupaciones, la extensión del monumento no cubre la mayor parte de las laderas del sur de las montañas de San Gabriel y excluye los pueblos de la región.